# Mbaraka Mwinshehe
Mbaraka Mwinshehe Mwaruka (* 27. Juni 1944 in Morogoro, Tansania; † 13. Januar 1979 bei Mombasa, Kenia) war ein tansanischer Gitarrist und Sänger. Er war mit der Morogoro Jazz Band und dem Orchestra Super Volcano in den 1970er Jahren ein sehr erfolgreicher Vertreter des Muziki wa dansi und wurde auch als Franco Ostafrikas bezeichnet.

## Leben
Mwinshehe wurde 1944 in Morogoro als Sohn eines Buchhalters in der Sisalproduktion geboren. Er ging auf die Mzumbe Sekundärschule und erreichte einen "Form 3"-Abschluss. Am 13. Juli 1972 heiratete er Amney Kadirbaksh Shadad.
Mwinshehe lernte autodidaktisch Gitarre zu spielen und war in seiner Jugendzeit Teil der Kwela-Band Cuban Branch Jazz. Er lernte Gesang bei Salim Abdullah, einem der Gründungsväter der Morogoro Jazz Band, der er 1964 als Gitarrist beitrat.  Im Jahr 1970 gehörte Mwinshehe sogar dem tansanischen Kulturaufgebot bei der Expo ’70 in Ōsaka an. Obwohl die Morogoro Jazz Band unabhängig, also nicht staatlich wie im damals sozialistischen Tansania üblich, gewann sie im Mai 1970 einen Wettbewerb der TANU Youth League mit dem Lied "TANU Yajenga Nchi" (kisuaheli für: „TANU baut die Nation auf“) und veröffentlichte weitere der TANU positiv gesinnte Lieder. Mwinshehe verließ 1973 die Morogoro Jazz Band und gründete mit dem Orchestra Super Volcano seine eigene Band. Mit Super Volcano wurde Mwinshehe auch als Bandleader erfolgreich, nahm Platten bei PolyGram in Nairobi auf und tourte durch Ostafrika.
Mwinshehe verunglückte bei einem Autounfall auf der Autostrecke Mombasa-Malindi schwer und verstarb auf Grund des hohen Blutverlusts und an Mangel von Spenderblut im Krankenhaus.

## Publikationen nach seinem Tod
Nach dem Tod Mwinshehes wurden unter dem Namen „Ukumbusho“ (kisuaheli für: „Erinnerungen“) mehrere Alben mit Liedern aus seiner gesamten Musikkarriere veröffentlicht.

## Diskografie
- Soloist nation 1968–72 (POLP 501)
- The Last Recording of Soloist National Mbaraka Mwinshehe & Orchestra Super Volcano (POLP 512; 1979)
- The Very Last Recording of Soloist National Baniani Mbaya Kiatu Chake Kizuri (POLP 517; 1982)
- Baniani Mwinshehe Minaruka (1982)
- Ukumbusho Vol. 1 (POLP 536; 1983)
- Ukumbusho Volume Two: Urafiki Mwisho Wa Mwezi (POLP 537; 1983)
- Ukumbusho Vol. 3: Paka Akitoko panya hutawala (POLP 542; 1983)
- Ukumbusho Vol. Pesa no. 1 (POLP 544; 1984)
- Ukumbushu Vol. 4: Bibi wa watu (POLP 550; 1985)
- Ukumbusho Vol. 5: Soloist National (POLP 553; 1986)
- Ukumbusho Vol. 6: Kifo cha pesa (POLP 564; 1987)
- Ukumbusho Vol. 7 (POLP 566; 1988)
- Ukumbusho Vol. 8 (CPOLP 575; 1988)
- Ukumbusho Vol. 9 (POLP 592; 1989)
- Ukumbusho Vol. 10 (POLP; 1989)
- Ukumbusho Vol. 11 (POLP; 1989)
- Masimango (2000)

- Mbaraka Mwinshehe & Moro Goro Jazz Band – Hallo Betty
- Mtaa Wasaba
- Shida

Quellen: